# Metagoniochernes milloti
Espèce
Metagoniochernes milloti est une espèce de pseudoscorpions de la famille des Chernetidae.

## Distribution
Cette espèce est endémique de Madagascar. Elle se rencontre vers le parc national d'Andasibe-Mantadia.

## Étymologie
Cette espèce est nommée en l'honneur de Jacques Millot.

## Publication originale
- Vachon, 1951 : Les Pseudoscorpions de Madagascar. I.-Remarques sur la famille des Chernetidae J. C. Chamberlin, 1931 a propos de la description d'une nouvelle espece: Metagoniochernes milloti. Mémoires de l'Institut Scientifique de Madagascar, sér. A, vol. 5, p. 159-172.